# Torpille de 450 mm
La torpille de 450 mm est une torpille qui équipe de nombreux navires de la Marine française pendant la Première Guerre mondiale. Le premier modèle est conçu en 1892 et le dernier en 1918, avant de laisser la place à la torpille de 550 mm.

## Conception
Les première torpilles françaises de 450 mm sont construites sous licence par Whitehead à Toulon. La demande étant forte, elles sont aussi achetées directement à l'usine de Fiume en Italie, fondée par Robert Whitehead. À partir de 1905, la France se tourne vers Schneider pour concevoir des torpilles françaises à Hyères, mais les débuts sont difficiles. En 1913, Whitehead construit une extension de son usine à Saint-Tropez.

## Caractétistiques

### Modèle 1892
La torpille de 450 mm modèle 1892 est longue de 5,05 mètres et pèse 530 kilos, incluant la charge explosive de 75 kilos. Elle une portée de 800 mètres et peut atteindre une vitesse de 27,5 nœuds (50,9 km/h), mue par un moteur à piston alimenté par de l'air comprimé. Elle équipe notamment les cuirassés de classe Charlemagne.

### Modèle 1904
Le modèle 1904 est plus léger, plus puissant et plus rapide : longue de 5,07 mètres et pesant 627 kilos (incluant la charge explosive de 100 kilos), la torpille a une portée de 1 000 mètres et peut atteindre une vitesse de 32,5 nœuds (60,2 km/h). Elle équipe notamment les cuirassés de classe République.

### Modèle 1909D
Le modèle 1909D mesure quant à lui 5,25 mètres et pèse 716 kilos, avec une charge explosive de 114 kilos : la torpille atteint ainsi la vitesse de 33 nœuds (61,1 km/h) sur 2 000 mètres. L'air comprimé sortant du réservoir est cette fois enflammé avec du carburant, améliorant la combustion du moteur. Cette torpille équipe notamment les cuirassés de la classe Danton.

## Utilisation
La torpille de 450 mm est le modèle standard de la Marine française au début du XXe siècle. Ainsi les modèles 1904 et 1906M équipent les croiseurs cuirassé Waldeck-Rousseau et Jules Michelet et les torpilleurs numérotés encore en service. Les modèles 1909 et 1909R sont utilisés comme torpilles d'exercice par les sous-marins et les contre-torpilleurs. La 1911D équipe les cuirassés de la classe Courbet, tandis que ceux de la classe Bretagne sont armés avec le modèle 1912D.